# Łuhyny

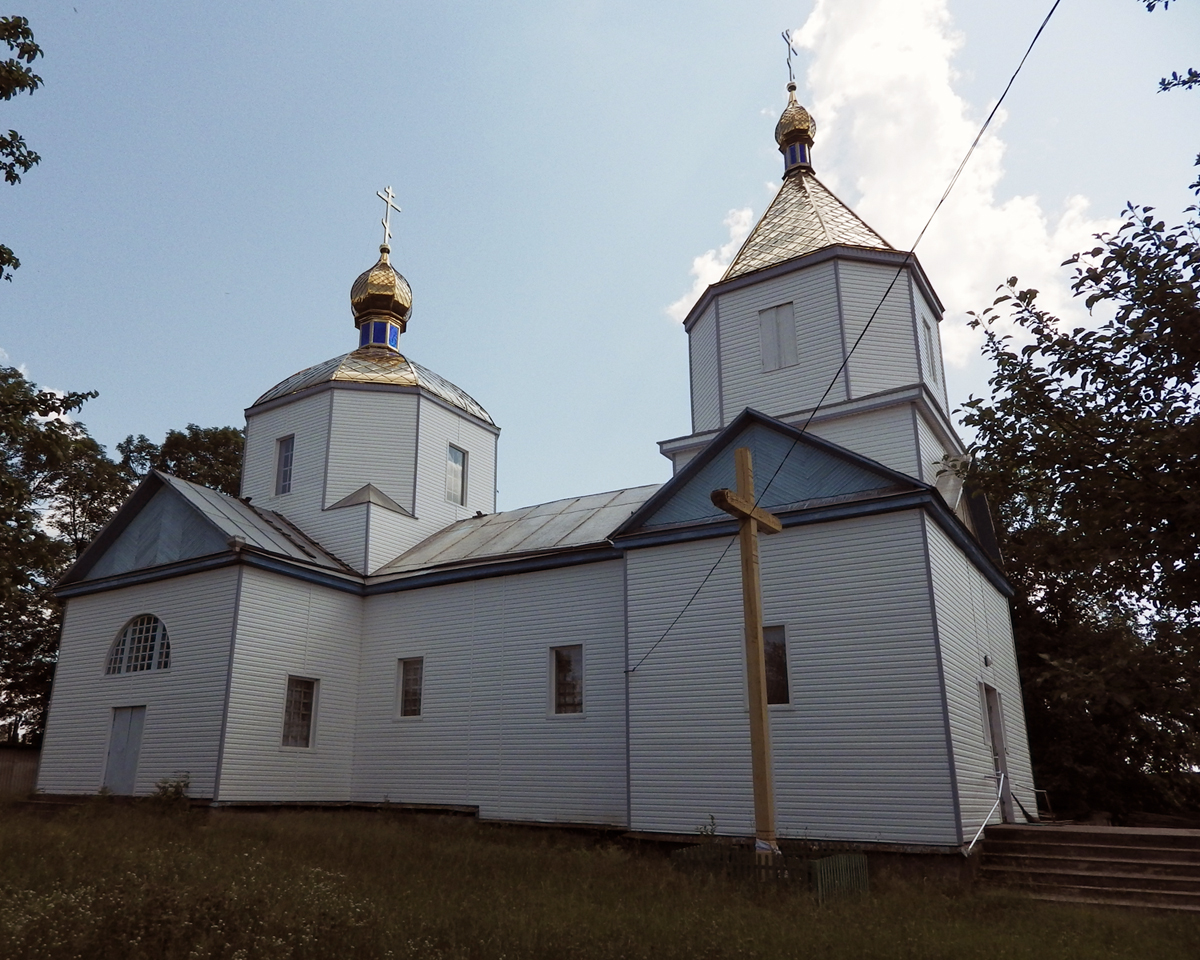
Cerkiew Zaśnięcia Najświętszej Maryi Panny z XIX w.

Łuhyny – osiedle typu miejskiego w obwodzie żytomierskim na Ukrainie, siedziba władz rejonu łuhyńskiego.
Osada powstała w 1606, leży nad rzeką Żerew.
Pod rozbiorami siedziba gminy Łuhiny w powiecie owruckim guberni wołyńskiej.